# Concordia (waterschap)
Concordia is een voormalig waterschap in de Nederlandse provincie Groningen.
Het schap is ontstaan uit het waterschap De Kolken, waaraan de zuidelijke delen van de Eexterbouwten en de Kloostermolenpolder zijn toegevoegd.
Het schap lag ten zuiden van Scheemda. De noordgrens lag bij de spoorlijn Groningen-Duitsland, de oostgrens bij het Winschoterdiep, de zuidgrens lag bij Hoofdweg van Westerlee, en de westgrens bij de Kolkenweg en de grens tussen Oldambt en Menterwolde. Het gemaal sloeg uit op het Winschoterdiep.
Waterstaatkundig gezien ligt het gebied sinds 2000 binnen dat van het waterschap Hunze en Aa's.